# 사도바야역
사도바야역(러시아어: Садовая)은 러시아 상트페테르부르크 시에 있는 상트페테르부르크 지하철 프룬젠스코 프리모르스카야 선의 역이다. 1991년 12월 30일에 개통된 이 역은 2009년 3월 7일 이전까지 프라보베레즈나야 선의 일부 구간이었다.

## 환승
사도바야 역에서는 지하 환승 통로를 통해 모스콥스코 페트로그라츠카야 선의 센나야 플로샤디 역과 프라보베레즈나야 선의 스파스카야 역과 연결되어 3개 노선으로의 환승이 가능하다.

## 사진

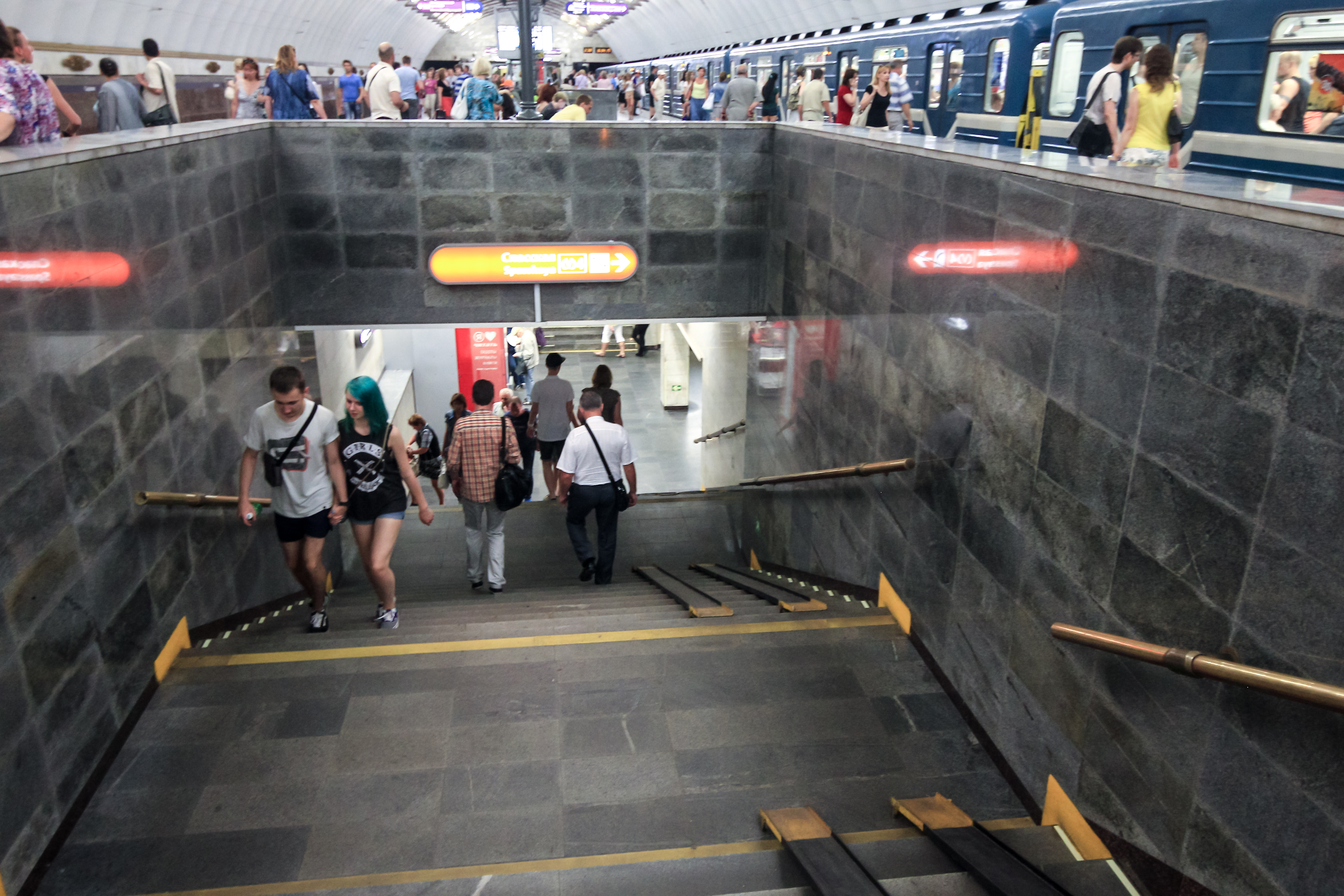
환승 통로 계단
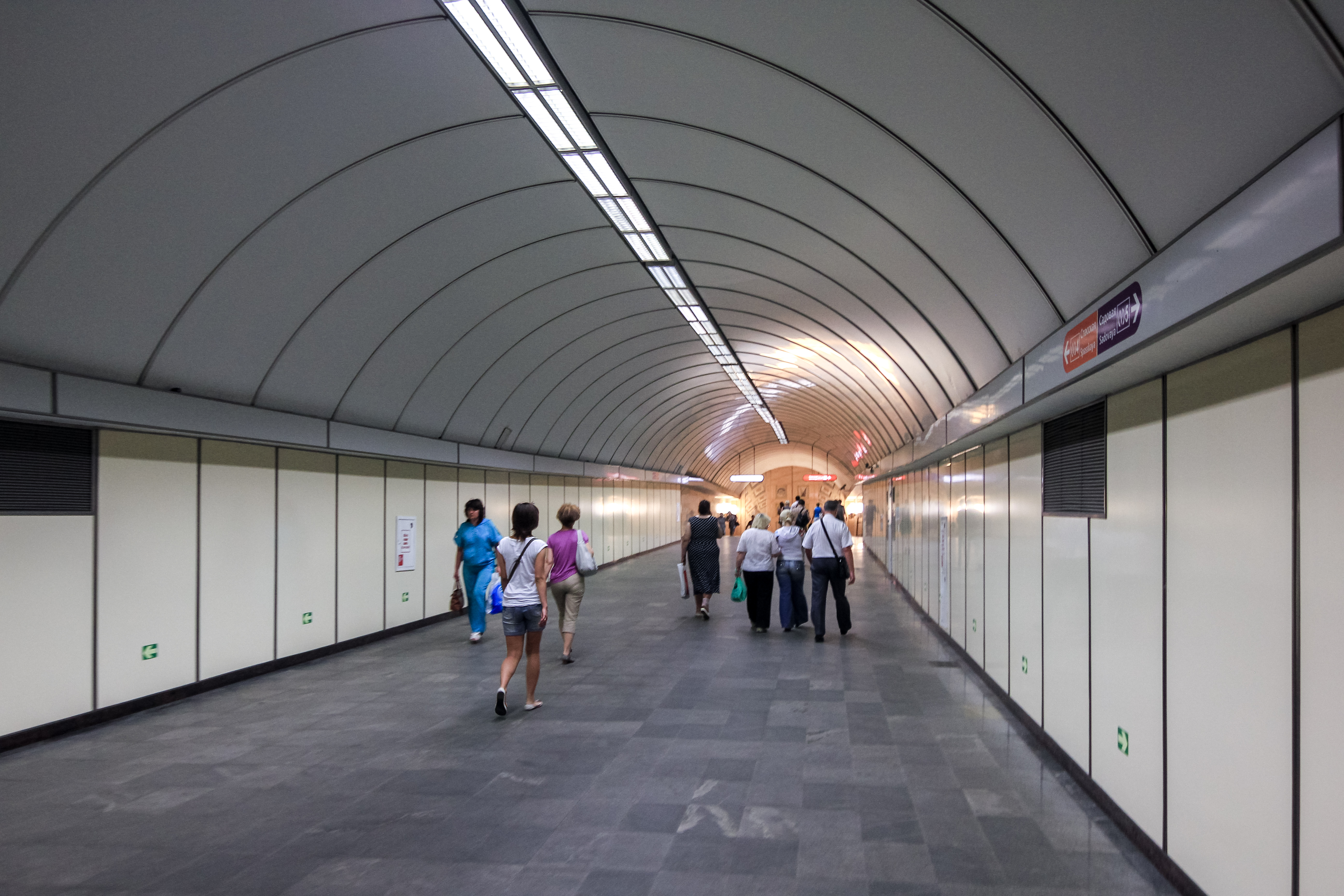
4-5호선 환승 통로